# Steffen Kluge
Steffen Kluge (* 6. Juli 1964 in Wolfsburg) ist ein deutscher Künstler und Fotograf, der seine Fotografien und Fotoarbeiten nach Werkgruppen Lichtgraphik, Lichtzeichnung und Lichtmalerei nennt.

## Leben
Der Maschinenbauingenieur und an der TU Berlin promovierte Werkstoffwissenschaftler hat mit seinen künstlerischen Arbeiten bereits zu Schulzeiten begonnen und Kunst neben Mathematik als Leistungskurs im Abitur abgelegt.
Er lebt und arbeitet derzeit in Wolfsburg und Flensburg.

## Werk
Seit Anfang der 1980er Jahre arbeitet Kluge intensiv an jeder Form der Lichtgestaltung. Er nutzt die physikalisch-optischen Möglichkeiten „Lichtmanipulation“ wie der Licht-Brechung, Beugung und Spiegelung zur Gestaltung seiner Kunstwerke. Allen seinen Arbeiten liegt die Idee zugrunde, das unendliche, körperlose Licht zu „formen“, zu „beherrschen“ und zu „gestalten“. Kluges Arbeiten sind Lichtgestaltung – die Erzeugung eines „Licht-Bildes“ im elementarsten Sinne. Der Fotoapparat bzw. die Fotografie bildet einen entscheidenden Teil der künstlerischen Technik. Sie ist für Kluge die technische Möglichkeit seine Lichtgestaltung festzuhalten und „transportabel“ zu machen. Mehrere Lichtquellen sind der Ausgangspunkt für die „Bearbeitung“ des Lichtes. Durch Spektralzerlegung mit Hilfe optischer Prismen werden aus dem weißen Licht die Farben „herausgefiltert“.

## Kunsthistorische Bezüge
Steffen Kluges Fotoarbeiten werden häufig mit Arbeiten des Fotografen und Bauhauskünstler László Moholy-Nagy verbunden.
So schreibt Peter Hahn als Direktor des Bauhaus-Archiv Museum für Gestaltung in Berlin anlässlich der dortigen Ausstellung 1999: „Mit seinen Lichtgraphischen Arbeiten bezieht sich Kluge auf Visionen von László Moholy-Nagy – malen ohne Pigment nur mit reinem Licht im Grenzbereich zwischen Malerei und Fotografie.“
Und 1992 schreibt Floris M. Neusüss, Kunsthochschule Kassel, experimentelle Fotografie, Fotoforum: „Steffen Kluges Bilder sind nach dem Schwarz/weiß Verfahren, das Moholy Nagy beschrieben hat, hergestellt, jedoch nicht in schwarz/weiß, sondern in Farbe. Ich kenne sonst keinen Künstler, der nach dieser Methode am Werke ist …“
In dem von Gottfried Jäger herausgegebenen Werk Die Kunst der abstrakten Photographie, 2002 geht Michael Köhler noch darüber hinaus: „Steffen Kluges Lichtgraphiken sind das Produkt ‚reiner Lichtgestaltung‘ im Sinne von László Moholy-Nagy. … Komplexe Lichtmodulationen, wie sie von Kluge angewendet wird und die weit über das hinausgeht, was Moholy-Nagy einst beschrieb, setzt eine genaue Kenntnis der physikalischen Grundlagen von Lichtbeugung, -brechung, und Spiegelung voraus.“

## Das Bild in der Ausstellung
Steffen Kluges Lichtgraphiken werden in Ausstellungen bevorzugt im Großformat präsentiert. Dem Künstler ist es wichtig, dem Betrachter seiner Bilder keine fertige Interpretation vorzugeben, sondern im Gegenteil dessen Phantasie anzuregen. Somit gibt er seinen Fotoarbeiten grundsätzlich keine Titel, um den Betrachter nicht voreingenommen an seine Arbeiten herantreten zu lassen.